# همایون امامی
همایون امامی (زادهٔ ۱۳۳۳ هرسین، کرمانشاه)، مستندساز ایرانی و پژوهشگر سینما است.

## زندگی
همایون امامی فارغ‌التحصیل رشته کارگردانی سینما است او همچنین منتقد اجتماعی، منتقد فیلم، مصاحبه‌گر برنامه تلویزیونی گنجینه و داور چندین جشنواره فیلم مستند بوده‌است. وی عضو سابق هیئت مدیره انجمن مستندسازان سینمای ایران است.

## آثار

### فیلم
- حکایت همچونان باقیست
- چشم، هزار چشمه
- بچه‌های چای بویی
- گلدونه، مش‌رحیم، صغرا و دیگران[۴]
- مرثیه‌ای برای جنگل تنها[۵]

### تألیف
- پیشگامان سینمای مستند ایران
- درآمدی بر مبانی نظری سینمای مستند
- جستاری در گونه‌شناسی سینمای مستند ایران
- فیلم مستند؛ درام و ساختار دراماتیک
- نقدی بر سیر تحول گفتار در سینمای مستند ایران
- سینمای مردم‌شناختی ایران
- یک عمر، یک راه، یک عشق؛ خسرو سینایی[۶]

## جوایز و بزرگداشت
- تندیس زرین، دیپلم افتخار، بهترین تحقیق از بیست و دومین جشنواره فیلم کوتاه تهران ۱۳۸۴ مستند«چشم، هزار چشمه»
- جایزه بهترین تألیف برای کتاب «یک عمر، یک راه، یک عشق: خسرو سینایی» در هفتمین جشن کتاب سال سینما (۱۳۹۶)[۷]
- در نشستی در اسفند ۱۳۹۶، بزرگداشت «همایون امامی» به‌عنوان پژوهشگر و مستندساز از سوی گروه «رخداد تازه مستند» برگزار شد. سخنرانان این نشست محمد تهامی‌نژاد، روبرت صافاریان، خسرو سینایی بودند.[۸]

## مجموعه کتاب پیشگامان سینمای مستند ایران
همایون امامی از تهیه یک مجموعه کتاب در رابطه با زندگی و فعالیت بنیانگذاران سینمای مستند ایران خبر داد (خرداد ۱۳۹۳). امامی با اشاره به این مجموعه که نخستین دور آن در پنج کتاب و تحت عنوان «پیشگامان سینمای مستند ایران» توسط نشر ساقی انتشار خواهد یافت، عنوان کرد: «خسرو سینایی، منوچهر طیاب، منوچهر عسگری نسب، هوشنگ شفتی و پرویز کیمیاوی به عنوان مستندسازانی هستند که در این کتاب‌ها با آنان به گفتگو پرداخته و کوشیده‌ایم تجربیات گران‌سنگ آنان را برای همیشه ثبت و در دسترس قرار دهیم. بسیار علاقه داشتم تا آقایان ابراهیم گلستان، ناصر تقوایی و کامران شیردل نیز در این مجموعه کتاب حضور داشته باشند اما کامران شیردل تمایلی به این کار نداشت و ناصر تقوایی نیز به رغم استقبال از نشر چنین کتاب‌هایی به دلیل گرفتاری‌های شخصی تاکنون پای گفتگویی در این رابطه ننشسته‌است؛ اما هر لحظه که این مستندسازان اعلام آمادگی کنند من قطعاً استقبال خواهم کرد.»